# Jean-Baptiste Chabot
Jean-Baptiste Chabot (* 16. Februar 1860 in Frankreich; † 7. Januar 1948) war ein französischer katholischer Geistlicher und Orientalist.

## Leben und Wirken
Jean-Baptiste Chabot wurde 1860 geboren. Er studierte Theologie an der Université catholique de Louvain. Nachdem er unter der Leitung von Rubens Duval eine zweisprachige Ausgabe der Chronik von Zuqnin erarbeitet hatte, erhielt er 1895 den Lehrstuhl für Aramäische Sprachen und Literatur am Collège de France. 1903 gründete er die Buchreihe Corpus Scriptorum Christianorum Orientalium (CSCO), für die er auch verschiedene Bände beisteuerte. Er ist unter anderem Verfasser einer Auswahl von Inschriften aus Palmyra (Choix d’inscriptions de Palmyre, 1922, über aramäische Texte aus Palmyra) und einer Einführung in die syrische Literatur (Littérature syriaque, 1935). Seit 1917 war er Mitglied der Académie des Inscriptions et Belles-Lettres. 1924 wurde er zum korrespondierenden Mitglied der Akademie der Wissenschaften der UdSSR gewählt. Jean-Baptiste Chabot starb 1948.

## Publikationen (Auswahl)
- Jean-Baptiste Chabot, L’École de Nisibie, son histoire ses statuts, extrait du Journal asiatique, 1896.
- Histoire de Mar Jabalaha III et du moine Rabban Cauma, Übersetzt von Jean-Baptiste Chabot, Ernest Leroux, Paris 1895.
- La légende de Mar Bassus, martyr persan, suivi de l’histoire de la fondation de son couvent à Apamée, Übersetz von Jean-Baptiste Chabot, Ernest Leroux, Paris 1893.
- Le livre de la chasteté, de Jésusdenah, évêque de Basrah, übersetzt von Jean-Baptiste Chabot, Rome 1896.
- Vie de Mar Youssef, premier patriarche des Chaldéens in ROC, 1896.
- Les langues et les littératures araméennes, Paul Geuthner, Paris 1910.
- Notice sur la vie et les travaux de M. Rubens Duval. Protat frères, Macon 1911.